# Бродятин
Бродятин (бел. Брадзяцін) — деревня в Малоритском районе Брестской области Беларуси. Входит в состав Гвозницкого сельсовета. Население — 74 человека (2019).

## География
Бродятин находится в 15 км к северо-западу от центра города Малорита. В 16 км к западу проходит граница с Польшей, проведённая здесь по реке Западный Буг. Местность принадлежит бассейну Западного Буга, вокруг деревни Бродятин существует сеть мелиоративных каналов со стоком в эту реку. Через деревню проходит местная дорога Малорита — Знаменка.

## Достопримечательности
- Православная часовня св. Иоанна Богослова. Согласно данным «Гродненского православно-церковного календаря» 1899 года издания построена в 1823 году
- Могила жертв фашизма, курган памяти. Похоронены 48 жителей деревни, расстрелянных оккупантами. В 1965 году насыпан курган. Могила и курган включены в Государственный список историко-культурных ценностей Республики Беларусь[2].
- Памятник землякам в центре деревни. Установлен в 1978 году[3].

## Галерея

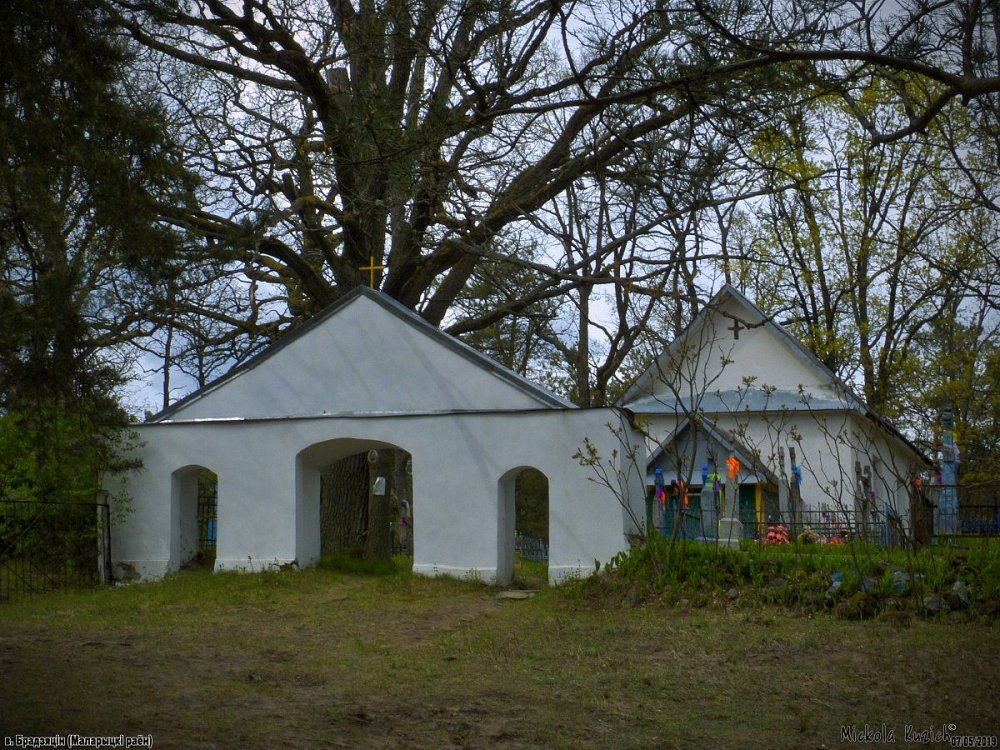
Брама часовни Св. Иоанна Богослова
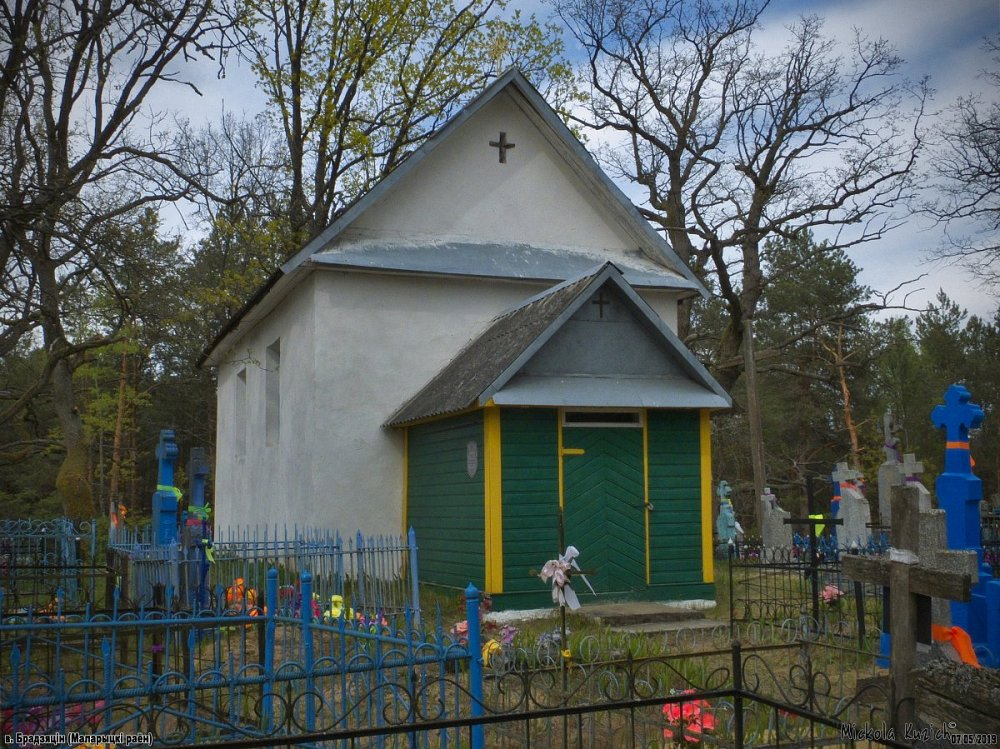
Часовня Св. Иоанна Богослова